# Mantispa zonaria
Mantispa zonaria is een insect uit de familie van de Mantispidae, die tot de orde netvleugeligen (Neuroptera) behoort. 
Mantispa zonaria is voor het eerst wetenschappelijk beschreven door Navás in 1925.